# Epichloe
Epichloe (Fr.) Tul. & C. Tul. (pochewczak) – rodzaj grzybów z klasy Sordariomycetes.
Endofity, pasożyty roślin z rodziny wiechlinowatych.

## Systematyka i nazewnictwo
Pozycja w klasyfikacji według Index Fungorum: Clavicipitaceae, Hypocreales, Hypocreomycetidae, Sordariomycetes, Pezizomycotina, Ascomycota, Fungi.
Po raz pierwszy zdiagnozował go w 1849 r. Elias Fries nadając mu nazwę Cordyceps subgen. Epichloe. Obecną, uznaną przez Index Fungorum nazwę nadali mu L.R. Tulasne i Ch. Tulasne w 1865 r. Nazwy polskie według Marcinkowskiej.

## Gatunki występujące w Polsce
- Epichloe clarkii J.F. White 1993
- Epichloe typhina (Pers.) Tul. & C. Tul. 1865 – pochewczak pałkowaty

Nazwy naukowe na podstawie Index Fungorum. Lista gatunków występujących w Polsce według Mułenki i in. 